# Rivierduin

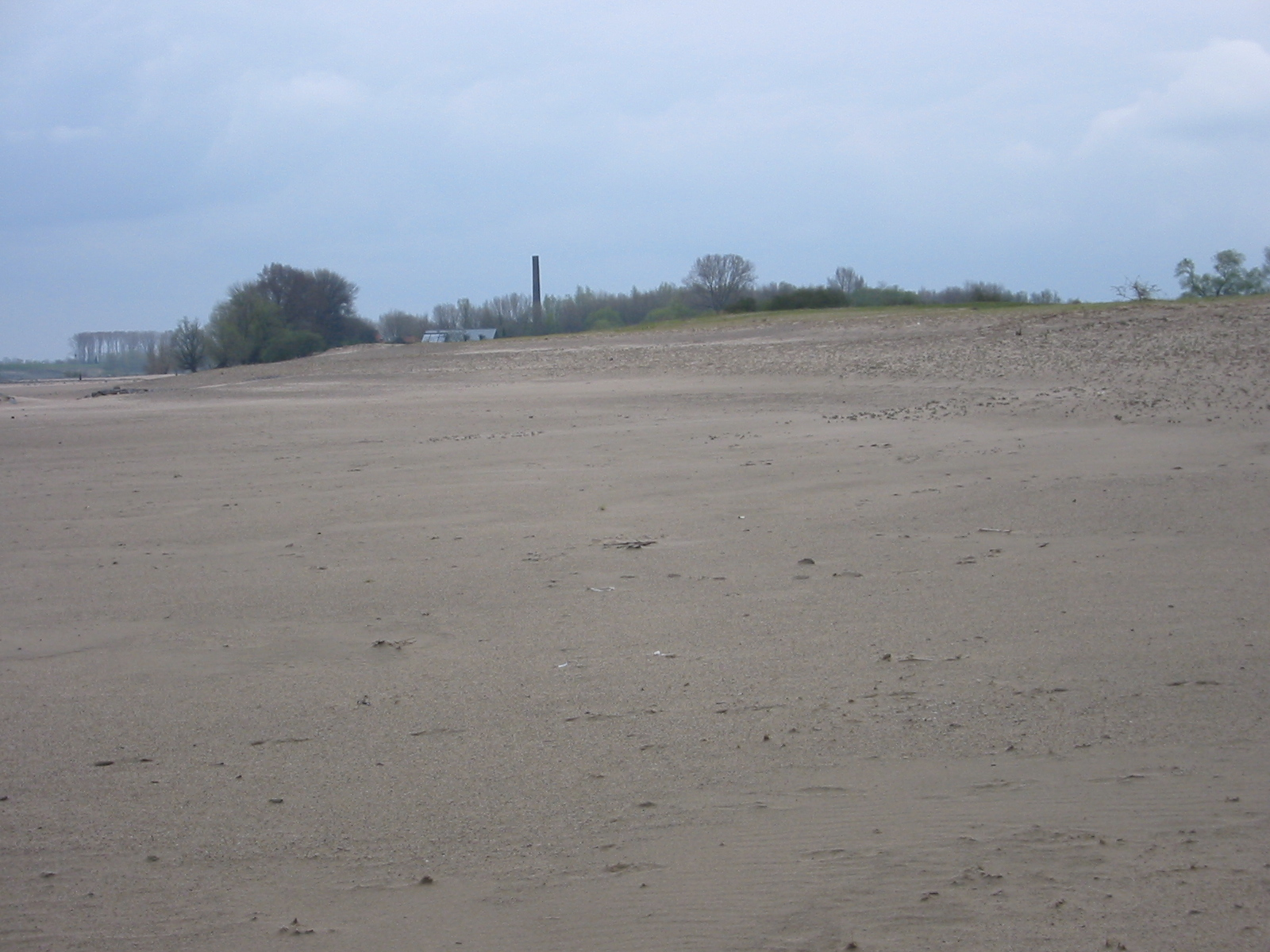
Nieuwvorming rivierduin

Een rivierduin is een duin dat ontstaan is door zandafzetting door een rivier. Dit zand gaat, wanneer het droog is en het waait, stuiven. Dit opgewaaide zand vormt een heuvel met een eigen biotoop.

## Oude duinen
De rivierduinen in het dal van de Oude IJssel zijn in de laatste ijstijd gevormd door het uitstuiven van het zand uit de droge rivierbedding. Voorbeelden van die tot 15 meter hoge duinen zijn onder meer de Paasberg bij Terborg en de Kruisbergse bossen bij Doetinchem. Natuurgebied de Donderberg bij Beesel bestaat uit oude rivierduinen bij de Maas.
Diverse buurtschappen rondom Zwolle, waaronder Spoolde, liggen op rivierduinen die zijn gevormd in het Preboreaal, een etage van het Holoceen.

## Duinvorming
Een van de weinige plekken in Nederland waar het riviersysteem nog tot duinvorming kan komen is in de Millingerwaard, een natuurgebied aan de Waal. Daar zijn eind twintigste eeuw de natuurlijke omstandigheden hersteld die nodig zijn om door de rivier aangevoerd zand tot duinen op te werpen.

## Donken
Een donk is een rivierduin waarvan de top nog boven de klei/veenlaag uitsteekt.

## Fotogalerij

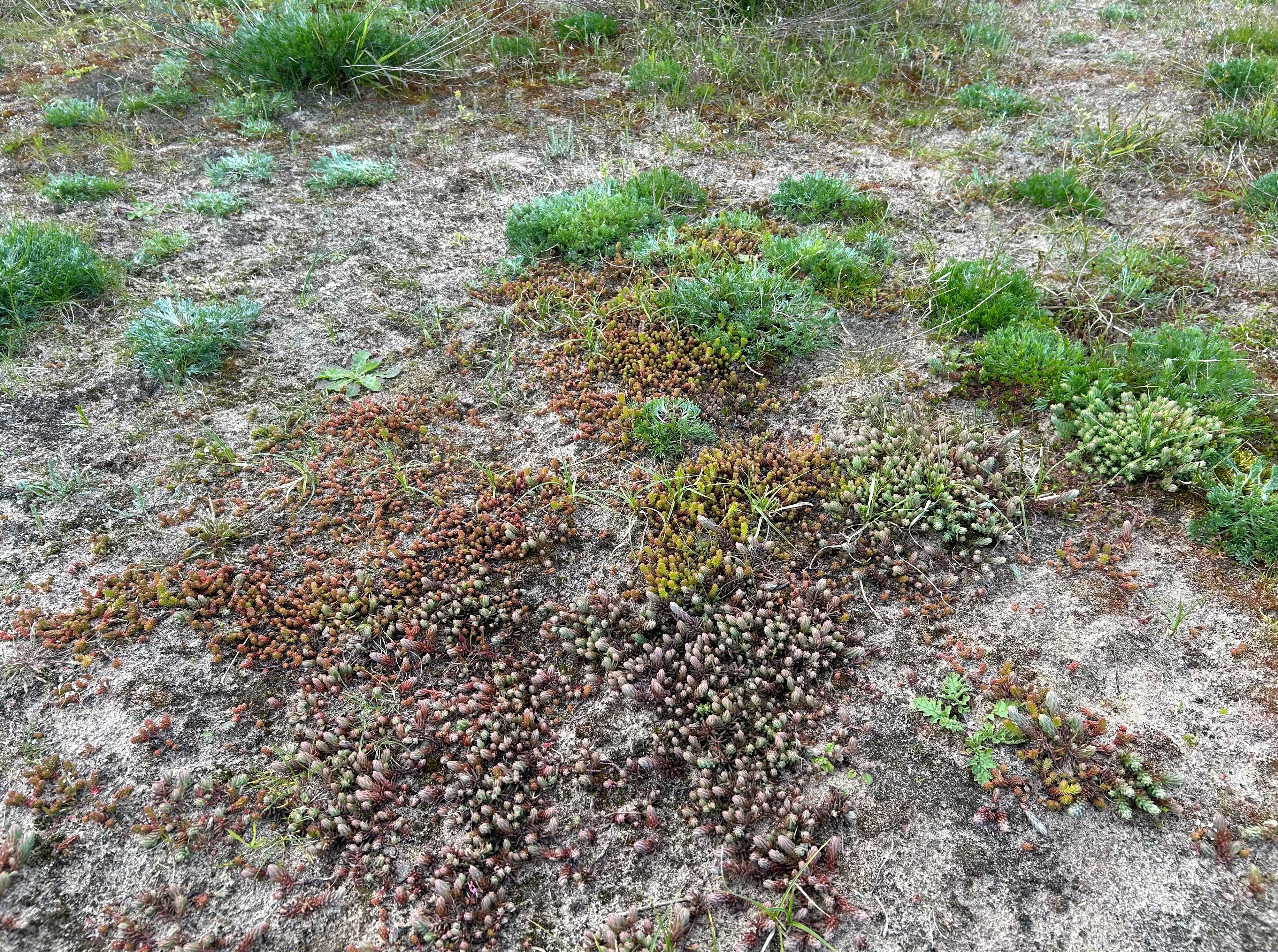
De associatie van vetkruid en tijm in het voorjaar